# دوروثي د. هوتون
دوروثي د. هوتون (بالإنجليزية: Dorothy D. Houghton)‏ هي ناشِطة أمريكية، ولدت في 11 مارس 1890 في ريد واك في الولايات المتحدة، وتوفي بنفس المكان في 15 مارس 1972.